# Slirp
Slirp (hoặc SLiRP) là một lập trình mô phỏng của PPP, SLIP, CSLIP để kết nối vào Internet thông qua shell account. Lập trình này phần lớn đã lỗi thời cho mục đích ban đầu của nó vì dial-up PPP và băng thông rộng (broadband) đã phổ biến rộng rãi và rẻ tiền để kết nối vào Internet. Tuy nhiên, nó vẫn còn hữu ích cho việc kết nối các thiết bị di động, như PDA, thông qua cổng nối tiếp (serial ports) của nó.

## Cách Sử Dụng
Shell account bình thường chỉ cho phép việc sử dụng các dòng lệnh (command-line) hoặc văn bản dựa trên phần mềm, nhưng khi đăng nhập vào một tài khoản Shell account chạy Slirp trên máy chủ từ xa. Người dùng có thể chuyển đổi tài khoản bao của họ vào một kết nối SLIP/PPP, cho phép họ chạy bất cứ giao thức nào ứng dụng TCP/IP dựa trên phần mềm giao diện (GUI). Điều này ứng dụng nhiều trong những năm 1990 bởi vì tài khoản shell đơn giản, ít tốn kém hơn so với tài khoản đầy đủ SLIP/PPP.
Trong giữa thập niên 1990, nhiều trường đại học cung cấp dial-up shell account (cho giảng viên, nhân viên của họ, và học sinh)(e.g. ,  Lưu trữ ngày 19 tháng 6 năm 2010 tại Wayback Machine, ,  Lưu trữ ngày 11 tháng 7 năm 2010 tại Wayback Machine). Những dòng lệnh kết nối trở nên linh hoạt với SLIP / PPP, cho phép nguoi sử dụng tùy ý dùng TCP/IP vào các ứng dụng. Nhiều hướng dẫn sử dụng dial-up kết nối các trường đại học với Slirp được xuất bản trực tuyến trên Internet (ví dụ:).
Slirp cũng dùng để kết nối PDA và các thiết bị di động khác với Internet: bằng cách kết nối như một thiết bị với một máy tính chạy Slirp, thông qua một cáp nối tiếp (serial) hoặc USB hoặc điện thoại di động để vào Internet .

## Hạng Chế
Không giống như một SLIP / PPP kết nối đầy đủ được cung cấp bởi một máy chủ chuyên dụng. Slirp kết nối không tuân theo các nguyên tắc của end-to-end của bộ Giao thức Internet. Sự kết nối từ xa chạy trên tài khoản của Shell không thể phân bổ một địa chỉ IP mới và các tuyến đường giao thông đến nó. Vì vậy, máy tính cục bộ không thể chấp nhận các kết nối tùy ý đến., Mac dù Slirp có thể sử dụng cổng chuyển tiếp để chấp nhận lưu lượng truy cập đến cổng đã đề ra.
Sự hạn chế này cũng tương tự như dịch địa chỉ mạng. Nó cung cấp bảo mật tăng cường như là một phản ứng phụ, hiệu quả tác động như một bức tường lửa giữa các máy tính và Internet..

## Hiện Tại
Slirp là phần mềm được cấp giấy phép theo BSD-như giấy phép của tác giả gốc của nó. Sau khi tác giả gốc đã ngừng việc duy trì nó, Kelly Price đã trở thành người bảo trì sau đó,, Tuy nhiên, chưa có bản phát hành thêm từ năm 2006. Bảo trì Debian đã làm lấy một số nhiệm vụ bảo trì, sửa đổi như Slirp để làm việc chính xác trên máy tính 64-bit.

## Xem Thêm
- PPP daemon
- The Internet Adapter, a commercial product that competed with Slirp